# Ciclisme de competició

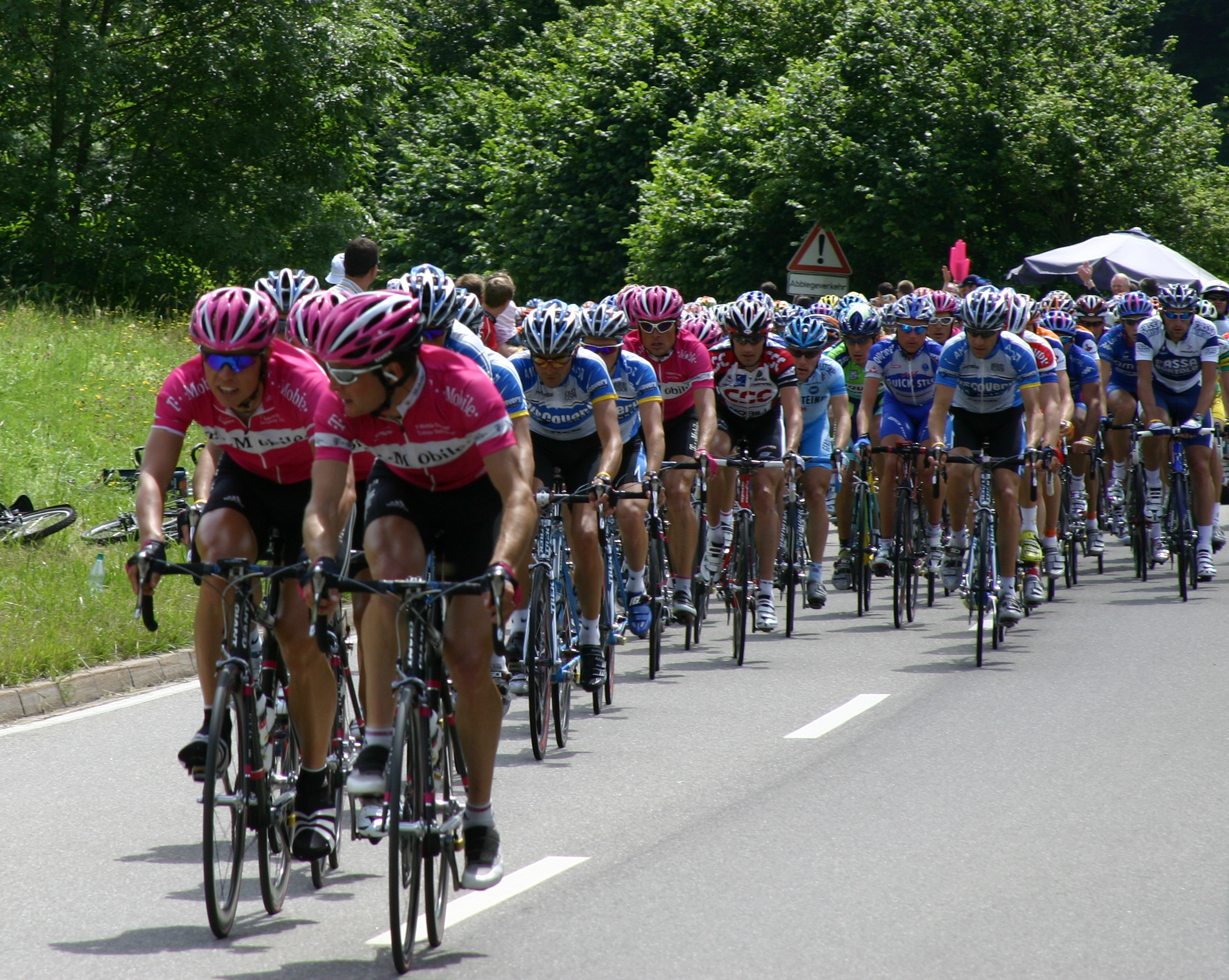
El pilot del Tour de França

El  ciclisme de competició  és un esport en què s'utilitzen diferents tipus de bicicleta. Hi ha diverses categories en el ciclisme de competició com ciclisme en ruta, ciclisme en pista, ciclisme de muntanya, trial de ciclisme, cyclo-cross i estil lliure o  Freestyle , (BMX). El ciclisme de competició és reconegut com un esport olímpic. La Unió Ciclista Internacional és l'organisme governant mundial per al ciclisme i esdeveniments internacionals de ciclisme de competició.

## Història

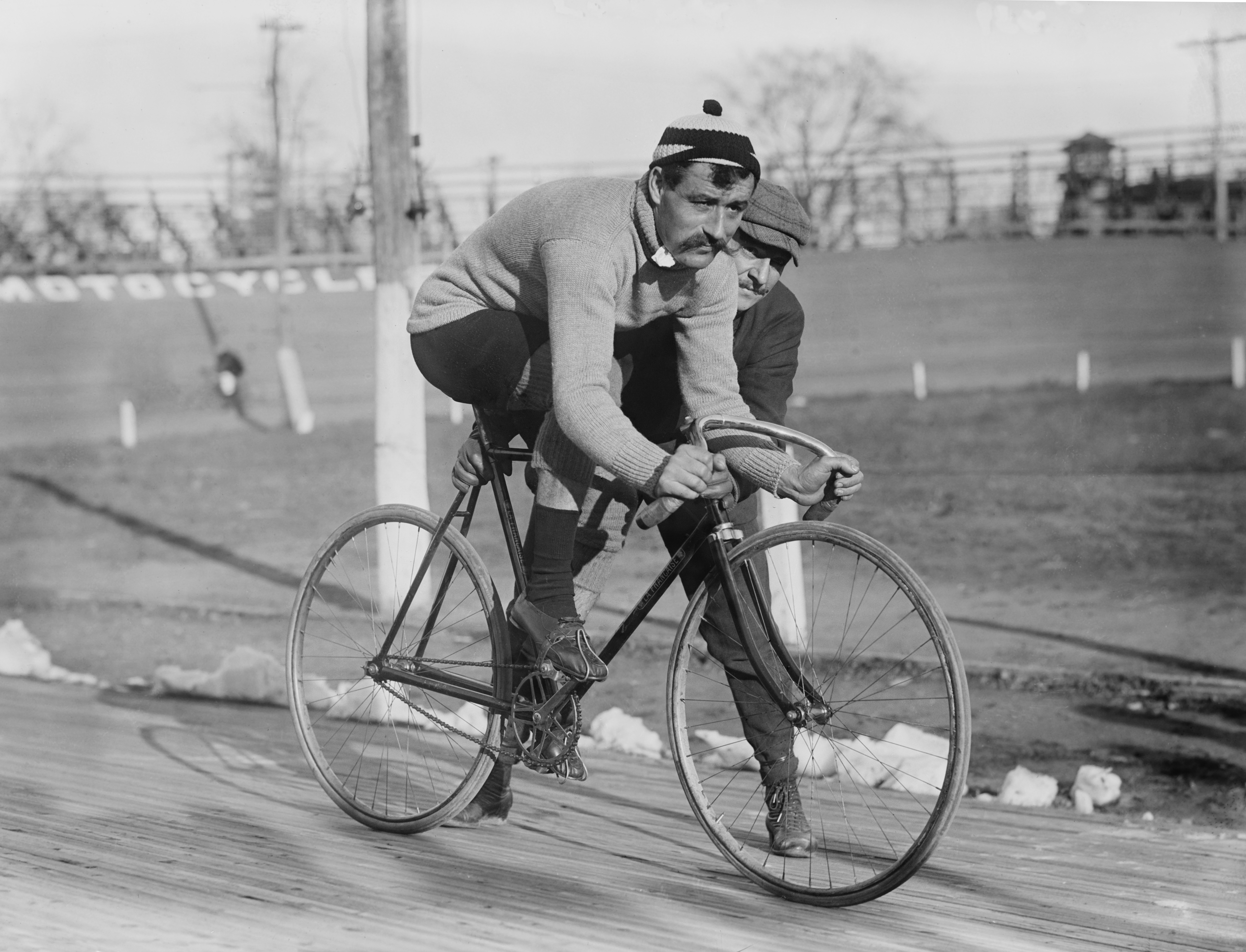
Corredor francès Léon Georget en un velòdrom de ciclisme en pista, 1909

La primera prova ciclista de la història a manera competitiu registrada es va disputar el 31 de maig del 1868 en un petit circuit de 1.200 metres al parc de Saint-Cloud, als afores de París, en què van participar 7 ciclistes i va ser guanyada per l'expatriat britànic James Moore amb una bicleta de fusta de pinyó fix i rodes de ferro.
Un any després es va disputar la primera cursa pròpiament dita, concretament el 7 de novembre del 1869, entre París i Rouen. Hi van participar un centenar de ciclistes amb l'objectiu de culminar o guanyar la prova consistent en 123 km. Finalment la van aconseguir acabar 33. De nou el britànic James Moore va guanyar la prova amb un temps de 10 hores i 45 minuts. La intenció dels organitzadors va ser demostrar que la bicicleta val com a mitjà de transport per a llargues distàncies.

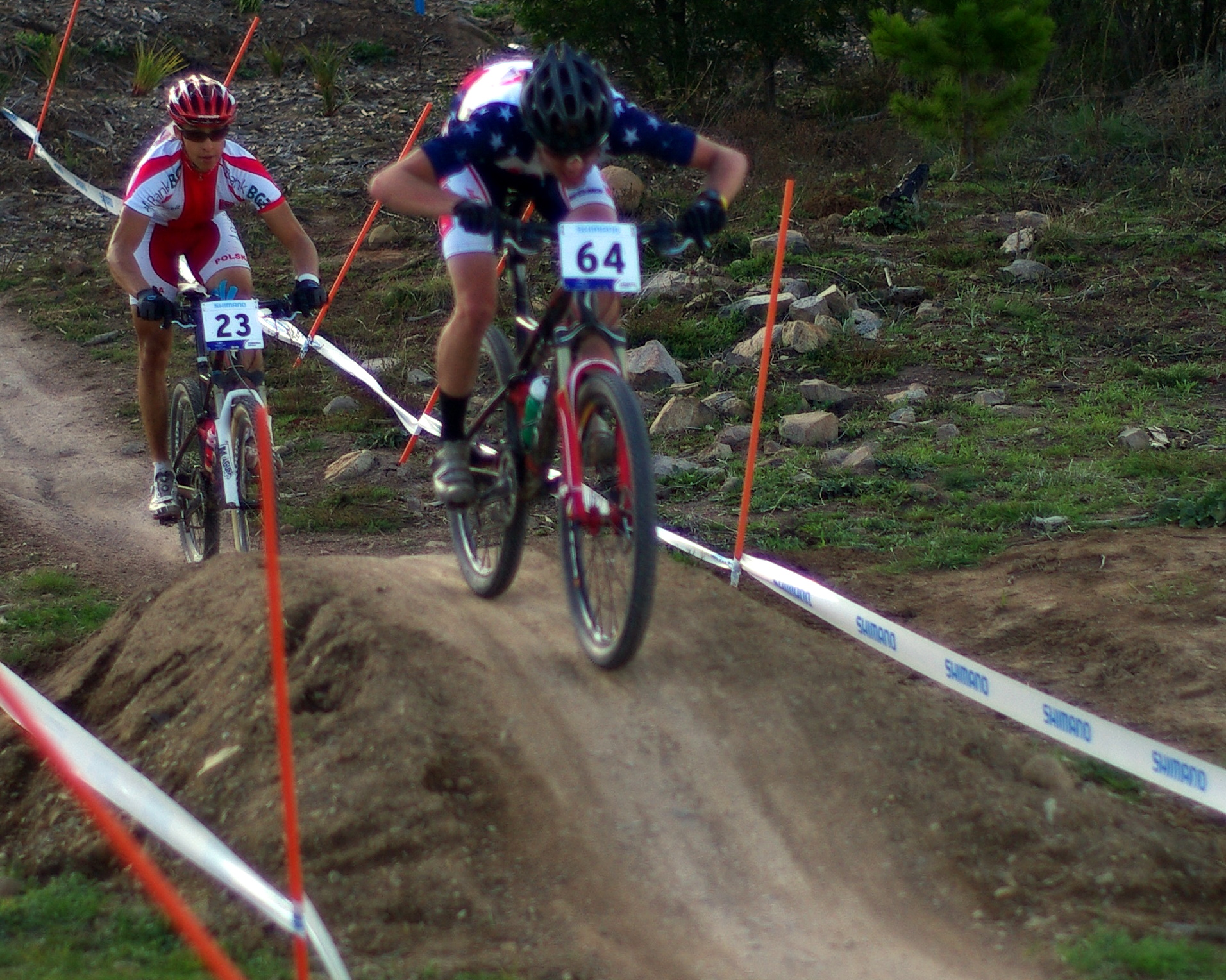
Ciclisme camp a través (Cross-country)

## Disciplines
Les diverses branques de l'esport són:
 Jocs Olímpics: 
- Ciclisme en carretera
- Ciclisme en pista
- Ciclisme de muntanya
- BMX (també anomenat bicicròs)

 No olímpics: 
- Trial (ciclisme)
- Bicitrial
- Ciclisme artístic
- Ciclobol
- Ciclocròs
- Monocicle (no forma part de l'UCI)
- reclinades (no forma part de l'UCI)

## Competicions
Actualment les competicions ciclistes se separen en diverses categories. Aquestes són:
- UCI Pro Tour:
  - Proves per etapes
    - París-Niça (França)
    - Tirrena-Adriàtica (Itàlia)
    - Volta al País Basc (Espanya-País Basc)
    - Tour de Romandia (Suïssa)
    - Giro d'Itàlia (Itàlia)
    - Volta Ciclista a Catalunya (Espanya-Catalunya)
    - Dauphiné Libéré (França)
    - Volta a Suïssa (Suïssa)
    - Tour de França (França)
    - Tour del Benelux (Bèlgica-Països Baixos-Luxemburg)
    - Volta a Alemanya (Alemanya)
    - Volta ciclista a Espanya (Espanya)
    - Volta a Polònia (Polònia)

  - Clàssiques (proves d'un dia)
    - Milà-San Remo (Itàlia)
    - Tour de Flandes (Bèlgica)
    - Gant-Wevelgem (Bèlgica)
    - París-Roubaix (França)
    - Amstel Gold Race (Països Baixos)
    - Fletxa Valona (Bèlgica)
    - Lieja-Bastogne-Lieja (Bèlgica)
    - Contrarellotge per equips d'Eindhoven (Països Baixos)
    - Vattenfall Cyclassics (Alemanya)
    - Clàssica de Sant Sebastià (Espanya-País Basc)
    - Gran Premi de Plouay (França)
    - Campionat de Zuric (Suïssa)
    - París-Tours (França)
    - Volta a Llombardia (Itàlia)
- Fora de Categoria:
  - Setmana Catalana de Ciclisme (Espanya-Catalunya)
- Primera Categoria:
  - Volta a la Comunitat Valenciana (Espanya-País Valencià)
  - Gran Premi del Midi Libre (França)
  - Trofeu Lluís Puig (Espanya-País Valencià)
- Segona Categoria:
  - Cinturó de Mallorca (Espanya-Illes Balears)
  - Volta a Lleida (Espanya-Catalunya)
  - Escalada a Montjuïc (Espanya-Catalunya)
- Tercera Categoria:
  - Volta a Mallorca (Espanya-Illes Balears)

- Altres proves:
  - Campionat del Món de ciclisme
  - Copa del Món de ciclisme
  - Jocs Olímpics

### Volta Ciclista a Catalunya
La Volta Ciclista a Catalunya és la principal cursa ciclista per etapes que es disputa a Catalunya. Iniciada el 1911, és una de les curses més antigues que es disputa a la península, de fet només la Volta a Tarragona que es començà a disputar el 1908 la supera, és també una de les més antigues del món, molt prop temporalment del Tour de França (1903) i el Giro d'Itàlia (1909). Actualment està inscrita a l'UCI ProTour, la màxima categoria de curses ciclistes mundial.
El guanyador de la classificació general per temps rep un mallot blanc amb ratlles verdes. El de la classificació per punts (esprints) llueix un mallot blanc mentre que el de la classificació de la muntanya, un de vermell. El català més ben classificat rep un mallot semblant al de la selecció catalana.

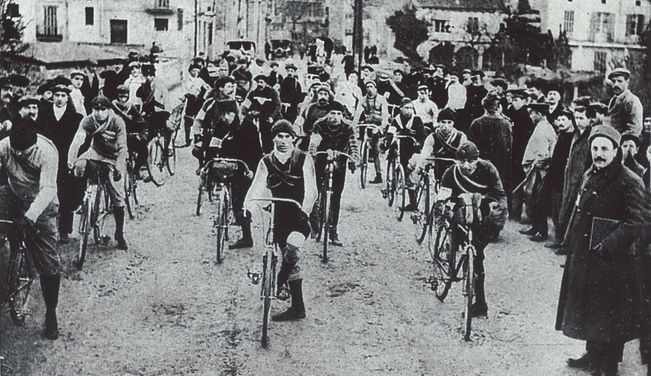
Primera sortida de la Volta Ciclista a Catalunya

Gràcies a l'impuls d'homes com Narcís Masferrer, director d'El Mundo Deportivo i president de la Unión Velocípédica Española i Miquel Artemán, redactor de ciclisme del mateix diari, el 1911 es posà en marxa aquesta cursa. Les primeres edicions foren organitzades pel Club Deportivo de Barcelona, i el 1923, amb Raimon Torres, president de la secció ciclista de la Unió Esportiva Sants, al capdavant, la Volta rep l'impuls definitiu que l'ha portat, sota l'organització del club de Sants, al màxim nivell del món ciclístic internacional. En la memòria de totes les edicions cal destacar un nom per damunt de tots, Marià Cañardo, amb 7 victòries, líder indiscutible del palmarès.
El 2011, amb motiu del centenari d'aquesta prova, s'ha publicat el llibre "Volta" a Catalunya 1911-2011: un segle d'esport i país, a càrrec de Rafael Vallbona i Sallent i editat per Cossetània Edicions. L'obra, que eminentment és un recull d'imatges de la prova durant aquest període, realitza un recorregut tant esportiu com cultural mitjançat el ciclisme a la Catalunya d'aquests cent anys.

### Tour de França
El Tour de França és una cursa ciclista coneguda arreu del món. Sol tenir 21 dies o etapes amb un recorregut màxim de 3.500 kilòmetres. El Tour més curt va ser el 1904 amb 2.420 kilòmetres (1.503,7 milles), i el més llarg el 1926 amb 5.745 kilòmetres (3.569,8 milles).
Les tres setmanes normalment inclouen dos dies de descans, a vegades són utilitzats per portar els ciclistes d'una ciutat a una altra. La cursa recorre França en el sentit de les agulles del rellotge o en sentit contrari en anys alternatius. El primer circuit en el sentit contrari de les agulles del rellotge va ser el 1913. 

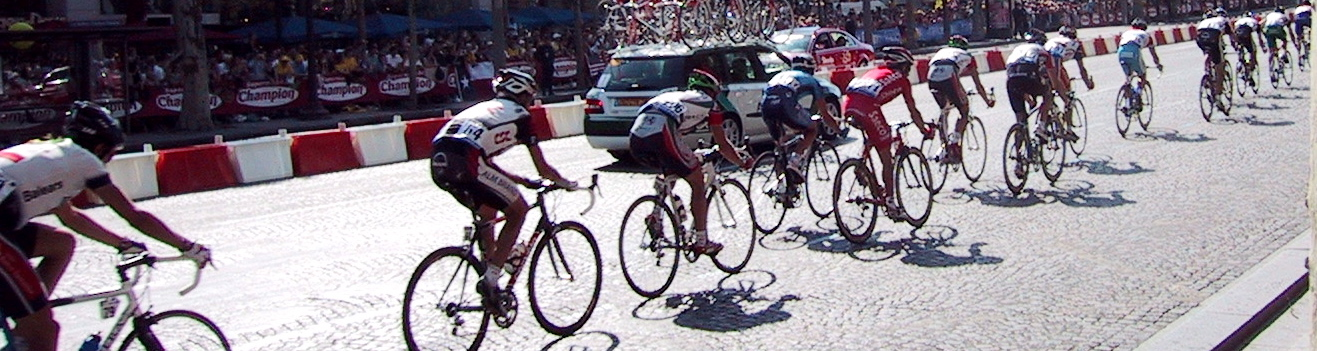
El Tour del 2004 en la seva última etapa per l'avinguda dels Camps Elisis

El The New York Times deia el "El Tour de França és probablement el més exigent dels esdeveniments atlètics". L'esforç es comparava a "córrer una marató uns quants dies a la setmana durant tres setmanes", i l'elevació total de les pujades es va comparar amb "pujar tres Everest".
El nombre d'equips normalment varia entre 20 a 22, amb nou ciclistes en cada un. L'entrada és per invitació a equips escollits per l'organitzador de cursa, l'Amaury Sport Organisation. Els companys d'equip s'ajuden entre ells i són seguits pel director i mecànics en cotxes.
Els ciclistes es classifiquen segons el temps que cadascun ha fet durant la cursa, una ordenació coneguda com la classificació general. Hi pot haver bonificacions d'hora per acabar bé en una etapa o ser primer per aprovar un punt intermedi. És possible vèncer sense guanyar una etapa, com Greg LeMond que va guanyar el 1990. Hi ha classificacions subsidiàries, algunes amb jerseis distintius per al millor ciclista.
Els ciclistes normalment comencen junts cada dia, amb el primer sobre la línia de sortida, però alguns dies es fan contra-rellotges individuals o per equips. El guanyador de la general sol dominar la muntanya i la contra rellotge. La majoria dels escenaris són a França, encara que des del 1960 s'ha fet comú visitar països pròxims. Les etapes poden ser planes, ondulants o muntanyoses. Des del 1975 l'última etapa ha sigut el recorregut per l'Avinguda dels Camps Elisis a París; des del 1903 al 1967 la cursa acabava a l'estadi al Parc des Princes a París i des del 1968 al 1974 al Velòdrom de Vincennes.

### Giro d'Itàlia

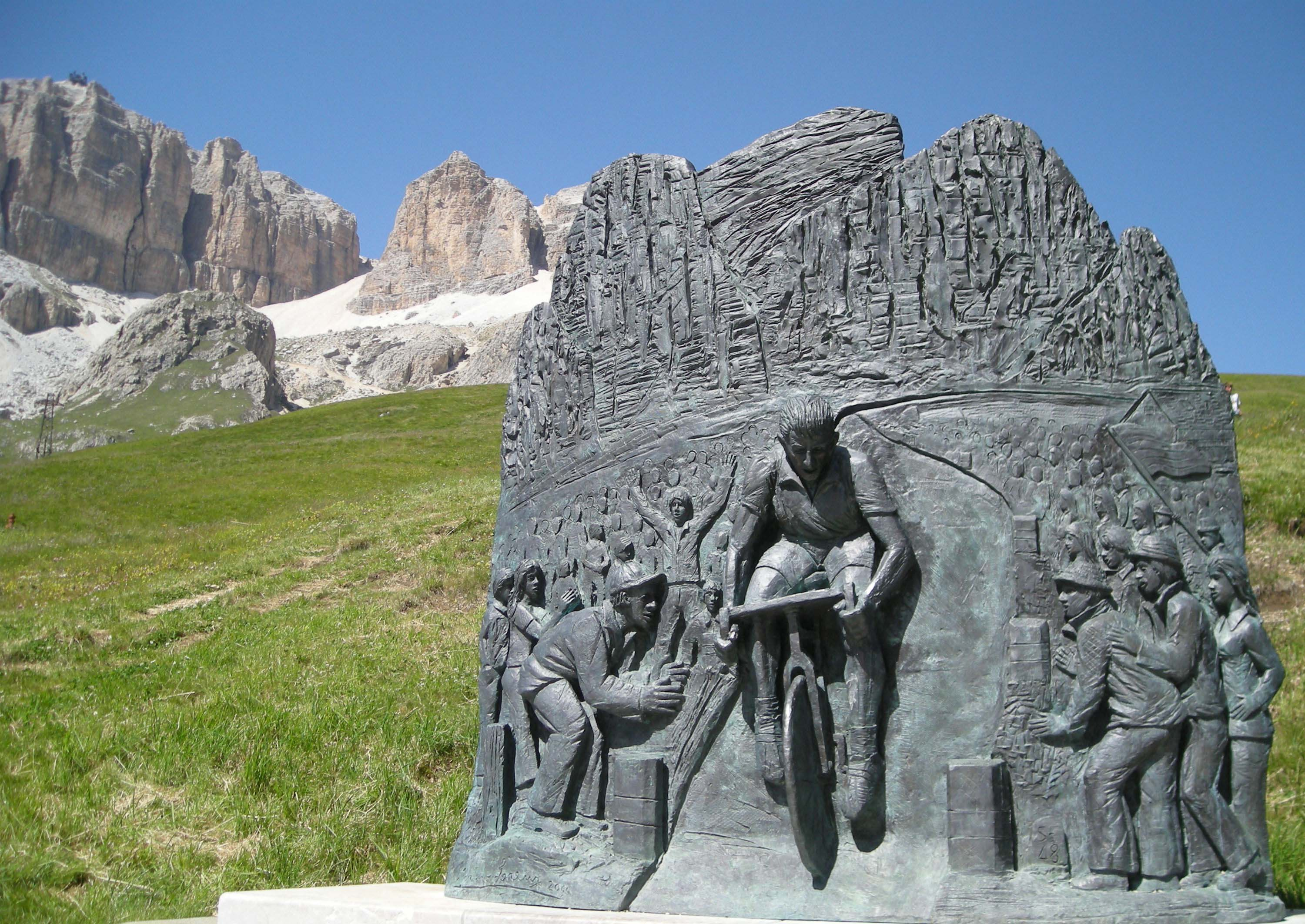
Monument erigit en homenatge a Fausto Coppi el 2 de juliol de 2000 al Pas Pordoi (Dolomites) per la commune de Canazei

El Giro d'Itàlia és una competició ciclista en ruta per etapes disputada a Itàlia, normalment celebrada al mes de maig per un període de tres setmanes. És la segona prova per etapes més important del món, i forma part del calendari oficial de l'UCI ProTour.
La primera edició del Giro d'Itàlia s'inicià el 13 de maig de 1909 a Milà amb un total de 8 etapes i 2.448 quilòmetres.
El líder de la classificació general duu un mallot rosa (maglia rosa), que és el color del diari esportiu milanès La Gazzetta dello Sport, organitzador de la cursa. El líder de la muntanya porta un mallot verd, havent-hi també mallot per a la classificació per punts o de la regularitat (la històrica maglia ciclamino).
Tres ciclistes comparteixen el rècord de victòries a la competició amb un total de cinc triomfs: Alfredo Binda (entre 1925 i 1933), Fausto Coppi (entre 1940 i 1953) i Eddy Merckx (entre 1968 i 1974).
El corredor que més vegades ha pujat al podi final ha estat Felice Gimondi (9 cops), i el corredor amb més victòries d'etapa és Mario Cipollini, que en l'edició de 2003 superà el rècord de 41 victòries que tenia Alfredo Binda des dels anys trenta.

### Volta ciclista a Espanya

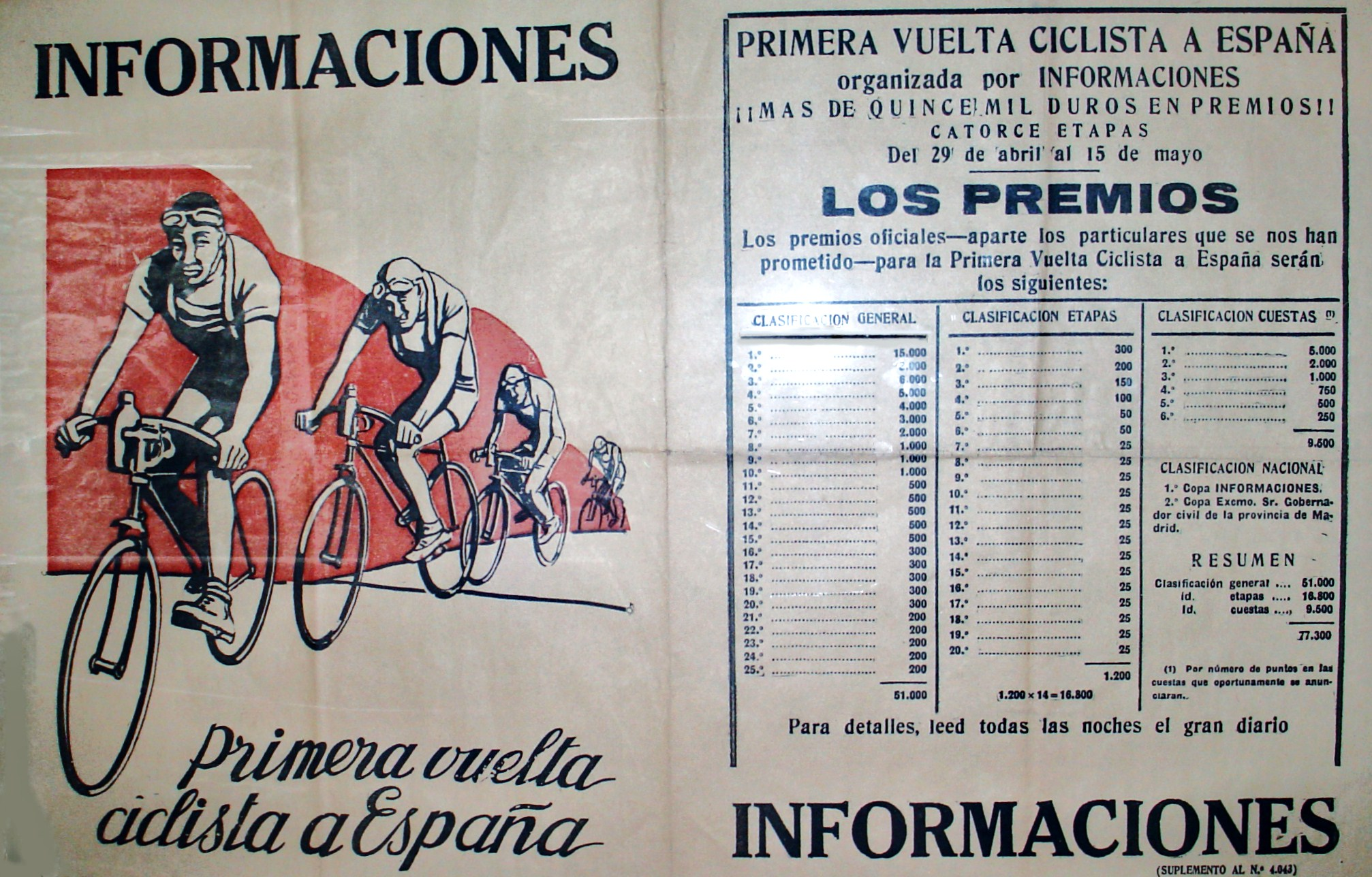
Pàgines Centrals del diari "Informaciones" (1935) amb la llista de Preus de la I edició de la Volta Ciclista a Espanya. Museu de Joguets i Autòmats de Verdú (Urgell).

La Volta ciclista a Espanya és una competició ciclista en ruta per etapes disputada a Espanya. La primera edició es va fer l'any 1935 al llarg de 3.431 km de recorregut i la va guanyar el belga Gustaaf Deloor en un temps de 150 h 07' 54", rodant a una mitjana de 28,591 km/h. Junt amb el Tour de França i el Giro d'Itàlia és una de les tres grans voltes ciclistes de l'any.
Es tracta d'una competició de 3 setmanes, que se sol disputar actualment a cavall d'agost i setembre, amb una distància a recórrer d'uns 3.000 km en unes 20 etapes. L'última etapa sol acabar tradicionalment a Madrid.
Roberto Heras amb quatre victòries, és el ciclista amb més victòries a la Volta a Espanya, tot i que la del 2005 no ha estat exempta de polèmica. que han guanyat més edicions de la Vuelta. Com passa al Tour de França i al Giro d'Itàlia el ciclista líder duu un mallot que l'identifica, essent en el cas espanyol el denominat mallot vermell.

## Ciclistes famosos

### Catalunya
1. Marià Cañardo
2. Miquel Poblet
3. Josep Lluís Laguía
4. Pere Muñoz
5. Àngel Edo
6. Melcior Mauri
7. Joan Antoni Flecha
8. Sergi Escobar
9. Joaquim Rodríguez

### Illes Balears
1. Guillem Timoner
2. Miquel Mas Gayà
3. Margalida Fullana Riera
4. Joan Llaneras Rosselló
5. Miquel Alzamora Riera

### Espanya
1. José Pérez-Francés
2. Federico Martín Bahamontes
3. Luis Ocaña
4. Pedro Delgado
5. Miguel Induráin
6. Joane Somarriba
7. Óscar Pereiro
8. Alberto Contador

### França
1. Jacques Anquetil
2. Raymond Poulidor
3. Bernard Hinault

### Itàlia
1. Fausto Coppi
2. Marco Pantani
3. Danilo Di Luca

### Altres
1. Eddy Merckx (Bèlgica)
2. Lance Armstrong (Estats Units)